# Zelczyna
Zelczyna ist eine Ortschaft mit einem Schulzenamt der Gemeinde Skawina im Powiat Krakowski der Woiwodschaft Kleinpolen in Polen.

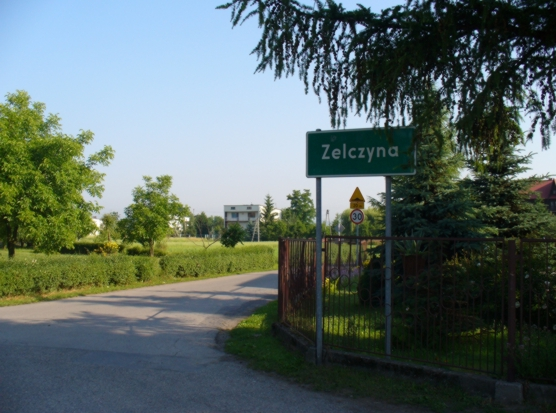
Ortsschild

## Geographie
Der Ort liegt am rechten Ufer des Kanals Łączany-Skawina an der Grenze vom Skawina-Graben im Norden und Pogórze Wielickie im Süden. Die Nachbarorte sind Ochodza im Norden, Borek Szlachecki im Osten, Krzęcin im Süden, sowie Facimiech im Westen.
Durch Zelczyna verläuft die Staatsstraße DK 44, die Gliwice durch Oświęcim mit Kraków verbindet, sowie die Bahnlinie Nr. 94 (Oświęcim – Kraków Płaszów).

## Geschichte
Das Gebiet zwischen den Flüssen Skawa im Westen und Skawinka im Osten (mit der Ausnahme des Radwanitenkorridors) wurde im Jahr 1274 von Kleinpolen abgetrennt und ans Herzogtum Oppeln angeschlossen. Das Herzogtum Oppeln wurde 1281 nach dem Tod von Wladislaus I. von Oppeln geteilt. Ab 1290 gehörte das Gebiet zum Herzogtum Teschen und seit 1315 zum Herzogtum Auschwitz, ab 1327 unter Lehnsherrschaft des Königreichs Böhmen.
Das Dorf in einer Exklave des Herzogtums Auschwitz um Krzęcin wurde erstmals im Gründungsprivileg des Dorfs Zorzów aus dem Jahr 1335 als In Silizinam et de Siliczina erwähnt. Der Name, früher auch Zelczyn, ist vom Urbesitzer namens Zelka abgeleitet (beispielsweise 1289 als Present(e) Zelcone erwähnt).
Seit 1445 gehörte es zum Herzogtum Zator, dieses wurde im Jahr 1494 an Polen verkauft. 1557 das Dorf war im Besitz vom Jan Milanowski z Zelčiny (ein Beispiel der tschechischen Schreibweise). Ab 1564 im Kreis Schlesien.
Bei der Ersten Teilung Polens kam Zelczyna 1772 zum neuen Königreich Galizien und Lodomerien des habsburgischen Kaiserreichs (ab 1804). Vor dem Jahr 1795 wurde das Dorf vom Krakauer Bürger Martin Aloys Ritter Haller von Hallenburg aus der Familie Haller gekauft. Ab 1782 gehörte es dem Myslenicer Kreis (1819 mit dem Sitz in Wadowice). Nach der Aufhebung der Patrimonialherrschaften bildete es nach 1850 eine Gemeinde im Bezirk Skawina, ab 1867 im Gerichtsbezirk Skawina des Bezirkes Wadowice, ab 1878 im Gerichtsbezirk Kalwarya im Bezirk Myślenice. Ab 1899 wieder im Gerichtsbezirk Skawina im neuen Bezirk Podgórze.
1918, nach dem Ende des Ersten Weltkriegs und dem Zusammenbruch der k.u.k. Monarchie, kam Zelczyna zu Polen. Unterbrochen wurde dies nur durch die Besetzung Polens durch die Wehrmacht im Zweiten Weltkrieg. Es gehörte dann zum Distrikt Krakau des Generalgouvernements.
Von 1945 bis 1998 gehörte Zelczyna zur Woiwodschaft Krakau.